# Phil Grippaldi
Philip Salvatore „Phil“ Grippaldi (* 27. September 1946 in Newark, New Jersey) ist ein ehemaliger US-amerikanischer Gewichtheber.

## Werdegang
Phil Grippaldi stammt aus Belleville in New Jersey/USA. Als Jugendlicher betrieb er zunächst Bodybuilding und wechselte aber bald zum Gewichtheben. Er begann damit beim Keasbey Eagles AC und wechselte später zum Bellville Barbell Club. Sein erster Trainer war Butch Toth. Als er Mitglied der US-Nationalmannschaft im Gewichtheben wurde, kümmerte sich der in die USA emigrierte ehemalige ungarische Spitzengewichtheber Mihály Huszka um ihn. 1966 stellte er seinen ersten Junioren-Weltrekord im Drücken auf und belegte im gleichen Jahr bei den US-amerikanischen Meisterschaften den 2. Platz im Mittelschwergewicht. Er entwickelte sich stetig weiter und spielte ab 1967 bei vielen internationalen Meisterschaften eine gute Rolle. Sein größter sportlicher Erfolg war der Gewinn der Vizeweltmeisterschaft 1970 im Mittelschwergewicht. Er nahm an drei Olympischen Spielen teil und verpasste 1972 als Vierter nur knapp eine Medaille. Bei den Olympischen Spielen 1976 wurde er wegen Dopings disqualifiziert.

## Internationale Erfolge/Mehrkampf
(OS = Olympische Spiele, WM = Weltmeisterschaft, Ms = Mittelschwergewicht, bis 90 kg Körpergewicht, Wettbewerbe bis 1972 im olympischen Dreikampf, bestehend aus Drücken, Reißen und Stoßen, ab 1973 im Zweikampf, bestehend aus Reißen und Stoßen)
- 1967, 1. Platz, PanAm Games in Winnipeg, Ms, vor Paul Bjarnum, Kanada und Andrés Martinez, Kuba;
- 1968, 7. Platz, OS in Mexiko-Stadt, Ms, mit 477,5 kg, Sieger: Kaarlo Kangasniemi, Finnland, 517,5 kg, vor Jaan Talts, UdSSR, 507,5 kg;
- 1969, 5. Platz, WM in Sofia, Ms, mit 475 kg, hinter Kangasniemi, 515 kg, Bo Johansson, Schweden, 500 kg, Géza Tóth, Ungarn, 495 kg und Van Lerberghe, Belgien, 480 kg;
- 1970, 2. Platz, WM in Columbus/USA, Ms, mit 490 kg, hinter Wassili Kolotow, UdSSR, 527,5 kg und vor Tóth, 490 kg;
- 1971, 1. Platz, PanAm Games in Cali, Ms, mit 495 kg, vor Patrick Holbrook, USA, 485 kg und Wayne Wilson, Canada, 445 kg;
- 1972, 4. Platz, OS in München, Ms, mit 505 kg, hinter Andon Nikolow, Bulgarien, 525 kg, Schopow, Bulgarien, 517,5 kg und Hans Bettembourg, Schweden, 512,5 kg;
- 1973, 9. Platz, WM in Havanna, Ms, mit 325 kg, Sieger: David Rigert, UdSSR, 365 kg, vor Kolotow, 360 kg;
- 1974, 5. Platz, WM in Manila, Ms, mit 342,5 kg, hinter Rigert, 387,5 kg, Serhej Poltorazkyj, UdSSR, 367,5 kg, Peter Petzold, DDR, 355 kg und Jaako Kajlajärvi, Finnland, 355 kg;
- 1975, 1. Platz, PanAm Games in Mexiko-Stadt, Ms, mit 342,5 kg, vor Blanco, Kuba, 340 kg und Capsouras, USA, 332,5 kg;

## Medaillen-Einzeldisziplinen
- WM-Silber: 1970 und 1972 im Stoßen

## USA-Meisterschaften
- 1966, 2. Platz, Ms, mit 440 kg, hinter Bob Bartholomew, 447,5 kg;
- 1967, 1. Platz, Ms, mit 470 kg, vor John Gourgott, 452,5 kg und Bartholomew, 440 kg;
- 1968, 1. Platz, Ms, mit 480 kg, vor Frank Capsouras, 465 kg und Gourgott, 465 kg;
- 1969, 2. Platz, Ms, mit 487,5 kg, hinter Capsouras, 490 kg und vor Gerry Glenney, 485 kg;
- 1970, 1. Platz, Ms, mit 495 kg, vor Bob Hise, 455 kg;
- 1971, 2. Platz, Ms, mit 490 kg, hinter Patrick Holbrook, 497,5 kg und vor Hise, 480 kg;
- 1972, 2. Platz, Ms, mit 497,5 kg, hinter Holbrook, 512,5 kg und vor Walter Giosiffi, 467,5 kg;
- 1973, 1. Platz, Ms, mit 325 kg, vor Sam Bigler, 325 kg und Gary Drinnan, 322,5 kg;
- 1974, 1. Platz, Ms, mit 342,5 kg, vor Mike Karchut, 332,5 kg und Mark Cameron, 330 kg;
- 1976, 2. Platz, Ms, mit 345 kg, hinter Lee James, 355 kg und vor Mike Giroux, 325 kg;
- 1977, 1. Platz, Ms, mit 337,5 kg, vor Kurt Setterberg, 335 kg